# Mucor flavus
Mucor flavus är en svampart som beskrevs av Bainier 1903. Mucor flavus ingår i släktet Mucor och familjen Mucoraceae.   Inga underarter finns listade i Catalogue of Life.